# Melozone albicollis
El rascador oaxaqueño o toquí oaxaqueño (Melozone albicollis) es una especie de ave paseriforme de la familia Passerellidae endémica de las zonas áridas y montañosas del sur de México.
Mide aproximadamente 19 cm de longitud. El plumaje es color pardo opaco, y como característica diagnóstica tiene el patrón de la zona del cuello y garganta: esta última es blanca, y a los lados tiene manchas color ocre. No hay diferencia aparente entre la corona y el resto de la cabeza. Por lo demás, es parecido al rascador pardo (P. fuscus), y ha llegado a catalogarse como parte de esa especie.
Habita en tierras altas de clima seco pertenecientes a la Sierra Mixteca (estados de Oaxaca y Puebla), llegando hasta los Valles Centrales de Oaxaca. Es posible encontrarlo también en unas cuantas partes de Guerrero.
Tiene el hábito de buscar alimento entre la materia orgánica del suelo y entre los matorrales.